# Арес (фільм)
«Арес» (фр. Arès) — науково-фантастичний фільм-антиутопія виробництва Франції 2016 року. Режисер — Жан-Патрік Бене.
Події відбуваються в недалекому майбутньому, в якому Франція стала бідною країною зі слабким державним апаратом, який викупили та контролюють корпорації. Багато людей опинилось на вулицях, 15 мільйонів громадян стали безробітними. Для того, аби відволікти зубожіле населення від поточних проблем, корпорації влаштовують смертельні бої без правил, в яких дозволено використовувати будь-який допінг.
Головний герой, Арес (на честь давньогрецького бога війни, Ареса) — колись популярний боксер, через сімейні обставини змушений взяти участь у черговому смертельному змаганні, аби врятувати свою сестру.

## Цікаві факти
У фільмі декілька разів показано події Євромайдану під час Революції гідності 2013—2014 року, зокрема — наметове містечко протестувальників на Майдані Незалежності, та протистояння з силовиками.